# Bistum Djougou
Das Bistum Djougou (lateinisch Dioecesis Diuguensis, französisch Diocèse de Djougou) ist eine in Benin gelegene Diözese der römisch-katholischen Kirche mit Sitz in Djougou.

## Geschichte
Das Bistum Djougou wurde am 10. Juni 1995 durch Papst Johannes Paul II. mit der Apostolischen Konstitution Quo aptius proveheretur aus Gebietsabtretungen des Bistums Natitingou errichtet und dem Erzbistum Cotonou als Suffraganbistum unterstellt.
Am 16. Oktober 1997 wurde das Bistum Djougou dem Erzbistum Parakou als Suffraganbistum unterstellt.

## Bischöfe von Djougou
- Paul Kouassivi Vieira, 1995–2019
- Bernard Toha Wontacien OSFS, seit 2022